# Varsó–Krakkó-vasútvonal
A Varsó–Krakkó-vasútvonal (vagy 8. sz. vasútvonal) 316,663 km hosszúságú, normál nyomtávolságú, részben kétvágányú (Varsó–Warka és Radom–Krakkó között), 3 kV egyenárammal villamosított vasútvonal Lengyelországban Varsó és Krakkó között.

## Története
Az akkor az Orosz Birodalomhoz orosz területen az Ivangorod–Radom–Przysieka (ma Kozłów)–Dombrowa vonalat az Ivangorod-Dombrowa Vasúttársaság nyitotta meg 1885-ben. A mai Tunel elágazó állomást csak 1900-ban nyitották meg. Az újra függetlenné vált Lengyelországban a fennmaradó szakaszokat, Varsó–Radom és Tunel–Krakkó között 1934 novemberében nyitotta meg a Lengyel Államvasutak. A Varsó-Radom szakasz kivételével a vonal kétvágányú volt.
1961 decemberétől a Varsó-–Czachówek szakasz villamosítása következett, majd 1966 szeptemberében a Sędziszów–Tunel szakasz, 1967 áprilisában a Kielce–Sędziszów, decemberben a Radom–Kielce, 1968 áprilisában a Sędziszów–Krakkó és végül 1968 novemberében a Czachówek–Radom szakasz.
2012-ben egy rövid leágazást építettek a Varsó-Chopin repülőtérre.
Távolsági vonatok a Lublin/Varsó–Radom–Skarżysko–Kamienna–Suchedniów–Kielce–Jędrzejów–Sędziszów–Miechów–Krakkó útvonalon közlekednek. Továbbá két vonatpár közlekedik Lublin–Radom–Kielce–Wrocław útvonalon.

## Útvonal
Varsót a Visztula-völgytől nyugatra, a Varsói-síkságon keresztül dél felé hagyja el, és a Pilica-völgyet Warkánál keresztezi. Ettől délre a Kozienicei- és Radomi-síkságot keresztezi, az azonos nevű Radom városát érintve, és a Szent Kereszt-hegységen halad át délnyugati irányban Kielce felé. A Jędrzejowski-fennsíkon és a Miechowska-fennsíkon keresztül végül a Felső-Visztula-völgyben éri el Krakkót.